# Antônio Emídio Vilar
Antônio Emídio Vilar, S.D.B. (São Sebastião do Paraíso, 14 de novembro de 1957) é um bispo brasileiro, primeiro arcebispo metropolitano da Arquidiocese de São José do Rio Preto.

## Educação e sacerdócio
Dom Antônio Emídio Vilar nasceu em São Sebastião do Paraíso, mas semanas após seu nascimento, sua família se mudou para Batatais. Aos 11 anos, ingressou no seminário salesiano em Pindamonhangaba. Emitiu sua profissão religiosa em 31 de janeiro de 1976.
Entre 1976 e 1978, cursou Filosofia e Pedagogia em Lorena, e de 1981 a 1986, bacharelado e mestrado em teologia na Pontifícia Universidade Salesiana (UPS), em Roma. Foi ordenado sacerdote em 9 de agosto de 1986.
Após a ordenação, padre Antônio Vilar serviu como coordenador de estudos no aspirantado, em Pindamonhangaba (1986); coordenador de Estudos de Filosofia e Coordenador de Pastoral, em Lorena (1987-1989); Juiz do Tribunal Eclesiástico de Aparecida (1987-2008); diretor do aspirantado, em Pindamonhangaba (1990); coordenador de Estudos e professor no Instituto Teológico Pio XI, São Paulo (1991-1993); membro da SOTER - Sociedade de Teologia e Ciências da Religião (1991-1998); diretor e professor do Instituto Teológico Pio XI, São Paulo (1994-1998); conselho inspetorial da Inspetoria Salesiana de São Paulo (1998-2006); mestre de noviços em São Carlos (1999-2001); mestre de noviços e diretor dos Salesianos em São Carlos (2002-2007); conselho de presbíteros da Diocese de São Carlos (2006-2007); e pároco da Paróquia N. S. Auxiliadora e diretor do Instituto Dom Bosco, São Paulo (2008).

## Episcopado
Foi nomeado pelo Papa Bento XVI, em 23 de julho de 2008, como bispo de São Luiz de Cáceres. Ele recebeu a ordenação episcopal em 27 de setembro seguinte.
Nessa posição, Dom Vilar atuou no Regional Oeste 2 da Conferência Nacional dos Bispos do Brasil (CNBB) como bispo referencial da Juventude, da Liturgia, do Centro de Estudos de Filosofia e de Teologia (Sedac) e do Tribunal Eclesiástico. Além disso, de 2011 a 2019, foi membro da Comissão Episcopal Pastoral para a Juventude da CNBB.
Foi nomeado bispo de São João da Boa Vista, pelo Papa Francisco, em 28 de setembro de 2016, após a renúncia do, então, 4° bispo diocesano, Dom David Dias Pimentel. A cerimônia de posse de Dom Antônio Vilar ocorreu em 20 de novembro de 2017, no Ginásio de Esportes (CIC) municipal de São João da Boa Vista, e contou com a presença de mais de 5 mil pessoas.
Nesse período, foi bispo referencial da Juventude do Regional Sul 1 da CNBB.
Em 19 de janeiro de 2022, o Papa Francisco o nomeou bispo da diocese de São José do Rio Preto. Sua posse ocorreu em 19 de março, festa de são José.
O Papa Leão XIV erigiu canonicamente a Província Eclesiástica de São José do Rio Preto em 22 de maio de 2025, elevando a Diocese à Arquidiocese e nomeando Dom Vilar como seu primeiro arcebispo metropolitano. Dom Vilar recebeu o pálio das mãos de Leão XIV em missa na Basílica de São Pedro, em 29 de junho. Sua instalação e da nova Arquidiocese ocorreu em 9 de julho.